# Sergio Mondragón
Sergio Mondragón (n. Cuernavaca, Morelos, México, 14 de agosto de 1935) es un poeta, ensayista, académico, periodista y promotor cultural mexicano ganador del Premio Xavier Villaurrutia de 2010 por su poemario Hojarasca. Fue cofundador, coeditor y colaborador de la revista literaria bilingüe El Corno Emplumado y es considerado el representante más notable del movimiento beat en México.

## Biografía

### Estudios y vida privada
Sergio Mondragón nació el 14 de agosto de 1935 en Cuernavaca, Morelos. Estudió la licenciatura en Literatura en la Facultad de Filosofía y Letras de la Universidad Nacional Autónoma de México y al mismo tiempo Periodismo en la Escuela de Periodismo Carlos Septién García. Fue elegido becario del Centro Mexicano de Escritores en el periodo 1965-1966.
Se casó a principios de la década de 1960 con la poeta estadounidense Margaret Randall, con quien tuvo dos hijas, Sarah (1963) y Ximena (1964). La pareja se divorció en 1969.

### Carrera
Junto a Margaret Randall, Mondragón fue cofundador de la revista literaria bilingüe el El Corno Emplumado en 1962, de la que también fue coeditor y colaborador. La revista, que se publicó trimestralmente hasta 1969, tradujo y publicó principalmente obras de vanguardia de autores de México, América Latina y Estados Unidos, especialmente las obras de representantes de la «Generación Beat», tales como Philip Lamantia y Allen Ginsberg. En el número de octubre de 1968, Mondragón describió  la violenta represión sufrida por los estudiantes en la Ciudad de México, para el siguiente número su nombre desapareció de los créditos y el poeta decidió abandonar el país y refugiarse en los Estados Unidos.
Ha sido editor de varias publicaciones  como Japónica, Memoranda, Revista de Estudios Budistas y Revista de Literatura Mexicana Contemporánea; redactor de la revista Bandera y director de la revista Coatlicue; corresponsal en Japón del periódico Excélsior; colaborador de diversos medios escritos como Unomásuno y Excelsior; y coordinador de las
actividades literarias y editoriales del Instituto de Seguridad y Servicios Sociales de los Trabajadores del Estado. Además impartió la cátedra de literatura en diferentes instituciones de México y los Estados Unidos, tales como: la Universidad Iberoamericana, la Universidad de Illinois, la Universidad de Indiana y la Universidad de Ohio entre 1956 y 1970.
Ha escrito poesía durante más de cincuenta años, es autor de varias antologías, así como de cinco poemarios que fueron recopilados en la obra Poesía reunida 1965-2005 (2006), publicada por la Universidad Nacional Autónoma de México. Sobre Mondragón diría Octavio Paz en su libro Poesía en movimiento (1966), «busca la transformación, cree en las sustancias donadoras de visiones y su mística poética es corporal». Mientras que los escritores José Agustín y Javier Sicilia lo consideran el representante más notable del movimiento beat en México.

## Reconocimientos
Forma parte del Sistema Nacional de Creadores de Arte del Fondo Nacional para la Cultura y las Artes desde el año 2000.
El 3 de diciembre de 2010 le fue otorgado el Premio Internacional de Poesía del Festival Internacional de Poesía Ramón López Velarde de la Universidad Autónoma de Zacatecas en reconocimiento y homenaje a su trayectoria. Meses después, el 27 de marzo de 2011 recibió el Premio Xavier Villaurrutia, el premio literario más importante de México, por su poemario Hojarasca. El jurado, constituido por los escritores Margarita Villaseñor, Adolfo Castañon y David Huerta definió la obra como un «poemario de diáfana imaginación y lucidez profunda».

## Obra
Entre sus obras se encuentran:

### Ensayo
- Lincoln, el leñador de América (1965)
- Algunos poetas de nuestra lengua: siglos XII al XXI (2016)

### Poesía
- Yo soy el otro (1964)
- El aprendiz de brujo (1969)
- Pasión por el oxígeno y la luna (1982)
- El aprendiz de brujo y otros poemas (1986)
- El ocre de los lodos (1991)
- Poemas encendidos (1999)
- Poesía reunida (1965-2005) (2006)
- Hojarasca (2010)

### Antología
- Poesía en movimiento: México 1915-1966 (1966)
- República de poetas (1985)
- Poesía en movimiento II (1985)
- Las eras imaginarias (2002)
- La poesía del siglo XX en México (2011)
- Antología general de la poesía mexicana: de la época prehispánica a nuestros días (2012)
- Poesía y prosa de hoy en sus mejores obras I (2015)

### Traducción
- Un rebaño bajo el Sol (1988) —antología de poesía japonesa moderna traducción junto con Atsuko Tanabe—